# Componenda
I Componenda sono accordi o transazioni informali finalizzati a risolvere un contenzioso tra le parti, una sorta di accordo stragiudiziale losco, non legale e non riconosciuto dall'ordinamento giuridico. 
Secondo Andrea Camilleri erano in uso in Sicilia. 